# 1924 في السويد
فيما يلي قوائم الأحداث التي وقعت خلال عام 1924 في السويد.

## سياسة

### تعيين في المنصب
- 18 أكتوبر – يالمار برانتينغ رئيس وزراء السويد.

## مواليد

### يناير
- 1 يناير – بيرجيت روسينج مؤرخة فن سويدية.

### فبراير
- 29 فبراير – غونار يوهانسون لاعب ومدرب كرة قدم سويدي.

### يونيو
- 3 يونيو – تورستن فيزل

### أغسطس
- 25 أغسطس – ألان إدفال

### مارس
- 11 مارس – هيلغ فون كوخ (مواليد 1870) رياضياتي سويدي.